# Andrea Aghini
Andrea Aghini (Liorna, 29 de desembre de 1963) és un pilot de ral·li italià.

## Biografia
Va debutar el 1984 en el ral·li. És un dels pilots italians més forts i victoriosos dels últims 20 anys i un dels millors asfaltistas de l'any 1990, respecte d'aquesta especialitat.
La seva última victòria va constituir l'última d'un italià en un cotxe italià dintre d'un campionat mundial de ral·li, el Ral·li de Sanremo de 1992 amb el Lancia Delta Integrale de l'equip Martini Racing. Es va imposar sobre el seu company Juha Kankkunen, dominant les etapes pavimentades de Ligúria i la defensant-se en els camins de terra de la seva Toscana.
La temporada següent va ser un punt d'inflexió per a ell, ja que va ser designat com a company d'equip de Carlos Sainz en el Jolly Club, amb un Delta Integrale, però encara que de vegades va ser més ràpid que el seu company d'equip, a la fi de temporada no va poder recollir alguns punts a causa de nombrosos retirs per incidents.
El 1994, Lancia abandona definitivament el Campionat Mundial de Ral·lis i per a ell es presenta només la possibilitat de córrer de tant en tant a la primera divisió, alternant torns de conducció del Toyota Celica, el Toyota Corolla i el Mitsubishi Lancer. Torna a competir al Campionat italià de ral·lis, on va ser campió d'especialitat en dues ocasions durant els anys 1998 i 1999, novament amb Corolla; a Itàlia també va conduir el Subaru Impreza WRC, el Celica i el Peugeot 206 WRC.
El 2003, a propòsit d'un greu accident durant el Ral·li del Salento -on liderava la cursa en un Peugeot 206 S1600-, va perdre la vida el seu copilot, Loris Roggia. El 2005 va tornar a la competició amb un Subaru Impreza, acabant quart en la classificació final del Campionat italià de ral·lis. Durant el 2006 i el 2007, va continuar corrent amb Subaru Itàlia en el mateix campionat. L'any 2008 va participar en el Trofeu Ral·li Terra i en alguns esdeveniments del CIR, novament amb la conducció del Subaru Impreza STI.
El 8 de març de 2008, durant una etapa especial en el Ral·li del Ciocco, una dona rellisca accidentalment des d'un monticle. Mentrestant, va aparèixer el cotxe d'Aghini que res no va poder fer per evitar a l'espectadora, que va morir a l'acte.

## Palmarès
Aghini va pujar cinc vegades al podi en les curses del Campionat Mundial de Ral·lis.

| Any  | Ral·li              | Navigatore       | Cotxe                       | Pos. |
| ---- | ------------------- | ---------------- | --------------------------- | ---- |
| 1992 | Ral·li de Sanremo   | Sauro Farnocchia | Lancia Delta HF Integrale   | 1º   |
| 1992 | Ral·li de Catalunya | Sauro Farnocchia | Lancia Delta HF Integrale   | 3º   |
| 1993 | Ral·li de Portugal  | Sauro Farnocchia | Lancia Delta HF Integrale   | 3º   |
| 1994 | Tour de Còrsega     | Sauro Farnocchia | Toyota Celica Turbo 4WD     | 3º   |
| 1995 | Tour de Còrsega     | Sauro Farnocchia | Mitsubishi Lancer Evolution | 3º   |